# 埃斯泰爾戈姆猶太會堂

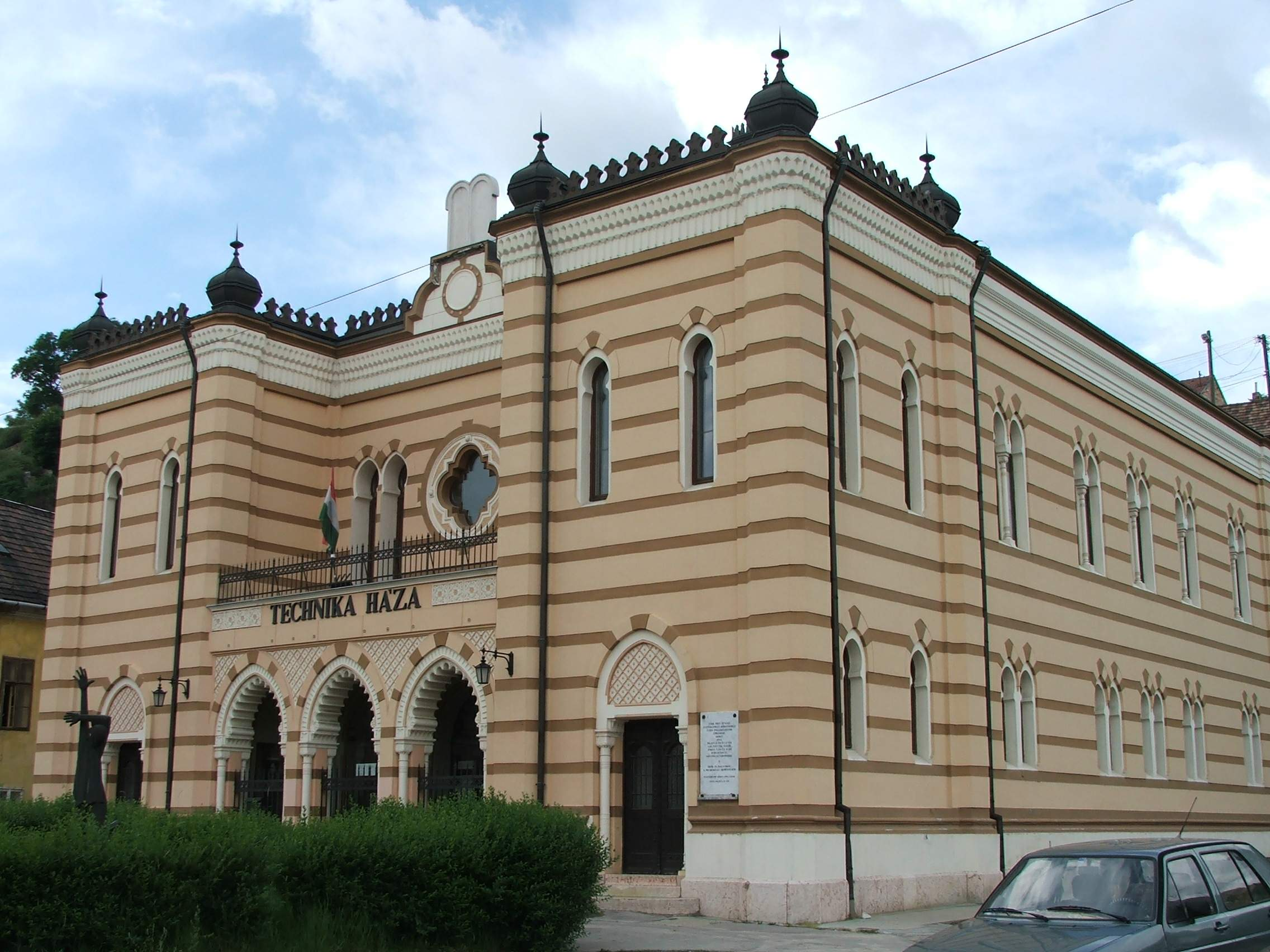

埃斯泰爾戈姆猶太會堂（Esztergom Synagogue）是匈牙利城市埃斯泰爾戈姆的一座猶太會堂，修建於1859年。這座猶太會堂在1888年得到翻新。由於二戰期間的猶太人大屠殺和戰後共產黨政權的無神論政策，這座建築自1940年代後不再有宗教功能。